# Andropogonodae
Andropogonodae és un grup de plantes, que en el sistema cladístic de classificació botànica, és part de la subfamília Panicoideae.
D'altra banda constitueix una supertribu composta per dos grans conjunts: un amb arestes i l'altre sense arestes, aquest darrer inclou tàxons anteriorment inclosos en la tribu Maydeae a més de gèneres abans ubicats en la subtribu Rottboellinae.